# Ciro Dammicco
Ciro Dammicco (ejtsd: csíro dammikko) (Bari, 1947. június 16. –) olasz zeneszerző és producer.

## Élete
Keresztnévként perzsa eredetű neve van: Kyrus, zeneszerzőként a Zacar nevet is használja. Pályafutása a szórakoztatózenétől a muzsikáláson át és a filmzenén át a sportig tart. Jelenleg is aktív.

## Dalai
Legismertebb szerzeménye a Soleado, amelyet Cserháti Zsuzsa Édes kisfiam címen adott elő.
A dalt Johnny Mathis tette slágerré, de elénekelte Mireille Mathieu, Kenny Rogers, Bing Crosby, Andrea Bocelli, Plácido Domingo, nálunk Kovács Kati.
A dal előzménye a Le rose blu 1972-ben, amelyet a Soleado követett, de szöveg nélkül, 1974-ben.

### Diszkográfia
Vorrei poterti dir ti amo, 1972
Forse domani ritorno da te, 1972
Le rose blu, 1972
Così era e così sia, 1972
Autunno, 1972
Tu mi eri scoppiata nel cuore, 1972
Il vecchio e il violino, 1972
Io so di un uomo, 1972
Gibilterra, 1972
Per amore ricomincerei, 1972
Dolce Jenny, 1972
Un uomo nella vita, 1973
Soleado, 1974
Por Elisa, 1974
Tutto a posto, 1974
Dos, 1976
Linda bella Linda, 1976
Daniel Sentacruz Ensemble, 1976
Allah, Allah, 1976
Io, tu, noi, 1976
Per chi, 1981
Laura, 1981
Per una volta Ancona insieme, 1982
Vo Soleado '90, 1990

## Filmjei
1986-ban alapító tagja lett az Eagle Pictures S.p.A. filmvállalatnak testvérével, Stefano Dammiccóval. A nemzetközi filmes adatbázisban leginkább producerként szerepel, de íróként és zeneszerzőként is említik. Fia, Pablo Dammicco szintén filmes karrierbe kezdett.

## Sport
Aktívan sportol. Versenyzője is és vezetőségi tagja is a taekwondo sportágnak Olaszországban.